# Rochefort-en-Yvelines
Rochefort-en-Yvelines ist eine französische Gemeinde mit 897 Einwohnern (Stand 1. Januar 2022) im Département Yvelines in der Region Île-de-France. Sie gehört zum Arrondissement Rambouillet und zum Kanton Rambouillet. Die Gemeinde liegt im Regionalen Naturpark Haute Vallée de Chevreuse.

## Sehenswürdigkeiten
Siehe auch: Liste der Monuments historiques in Rochefort-en-Yvelines
Die Burg Rochefort war im Mittelalter Zentrum der Grafschaft Rochefort. Heute ist sie Ruine. 
In Rochefort-en-Yvelines steht außerdem ein neues, teils unvollendetes Schloss, das in den Jahren 1896 bis 1904 vom Diamantenhändler Jules Porgès nach dem Hôtel de Salm (dem Palais der Ehrenlegion) in doppelter Größe entworfen wurde.

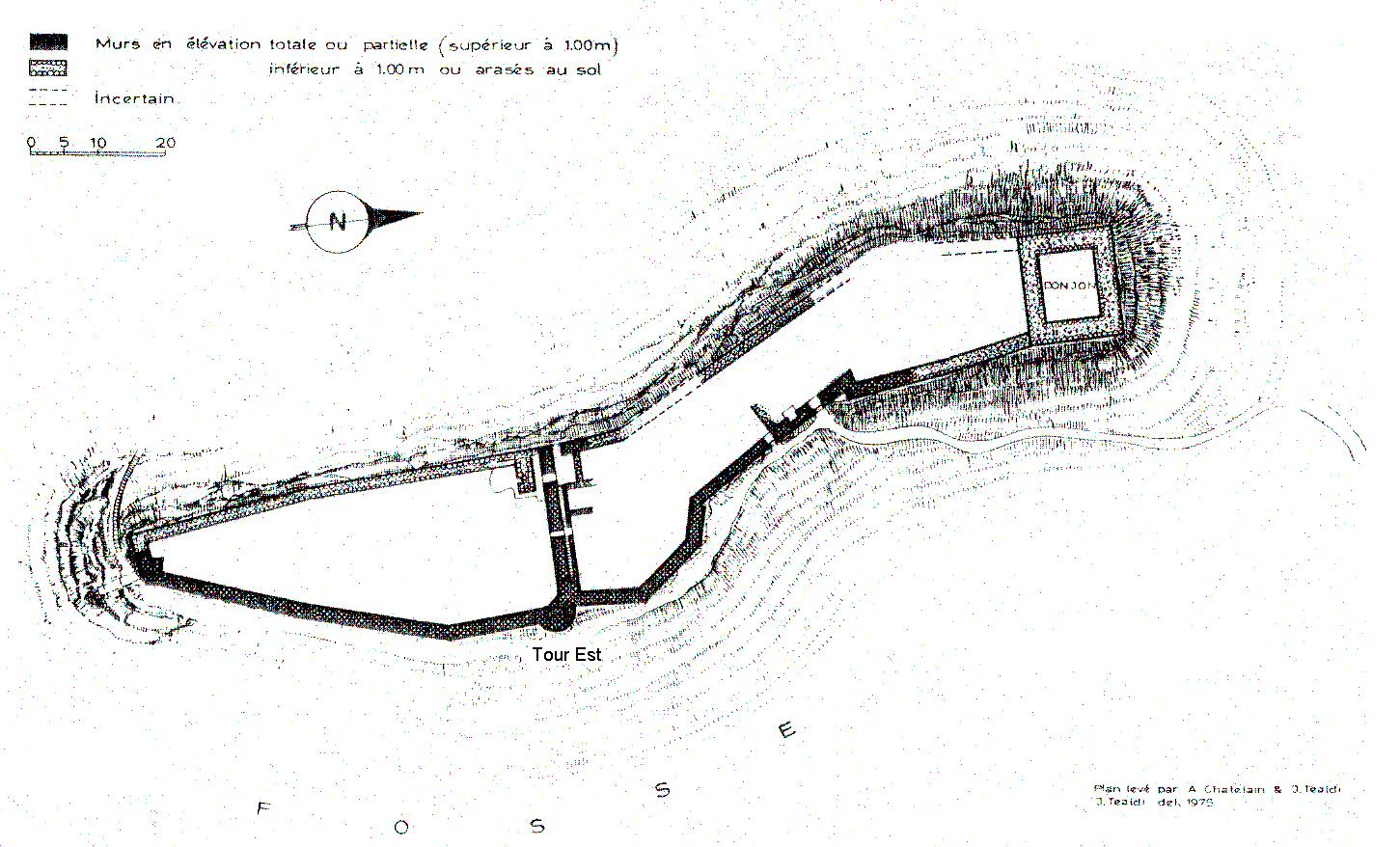
Lageplan der Burg
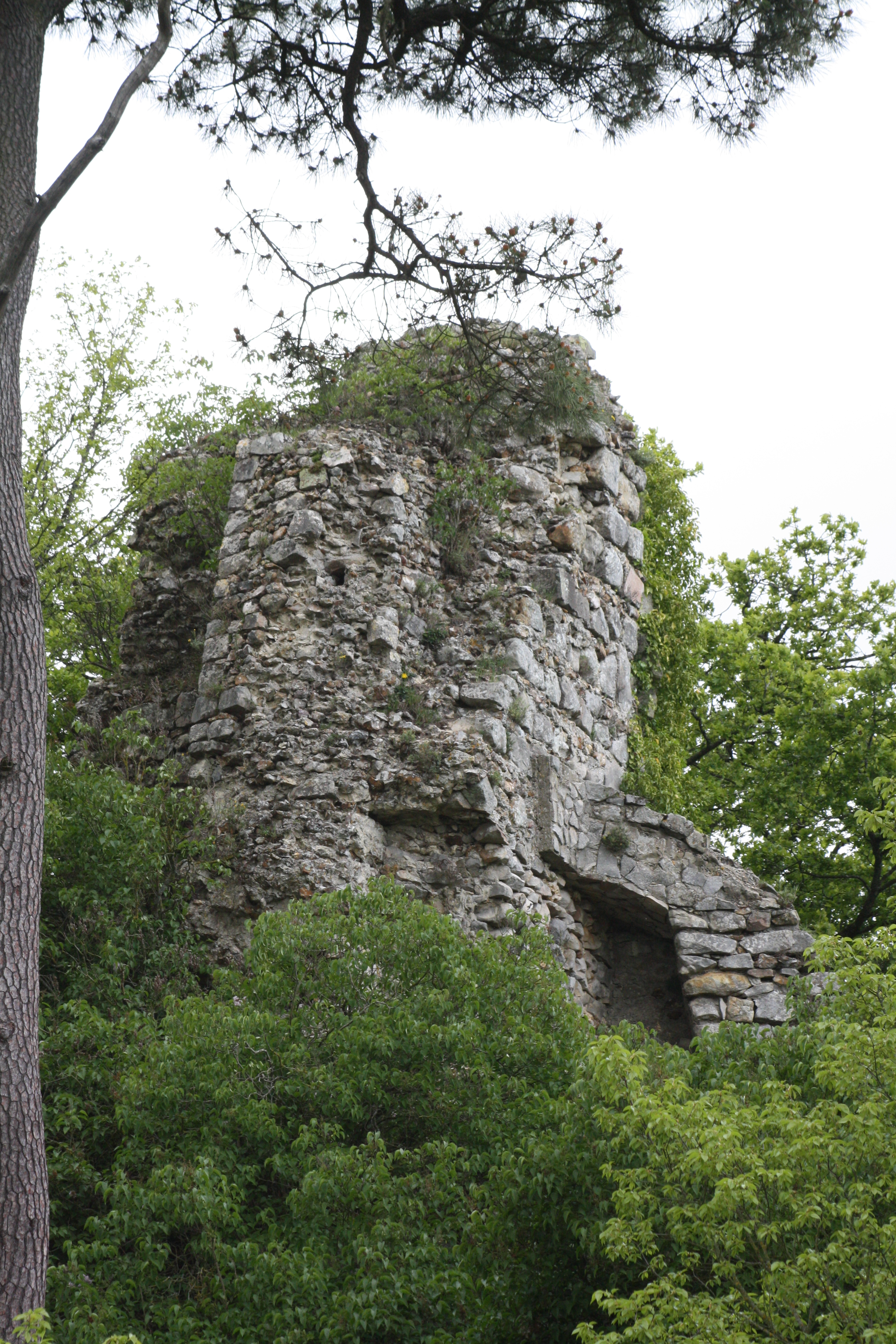
Turmruine der Burg
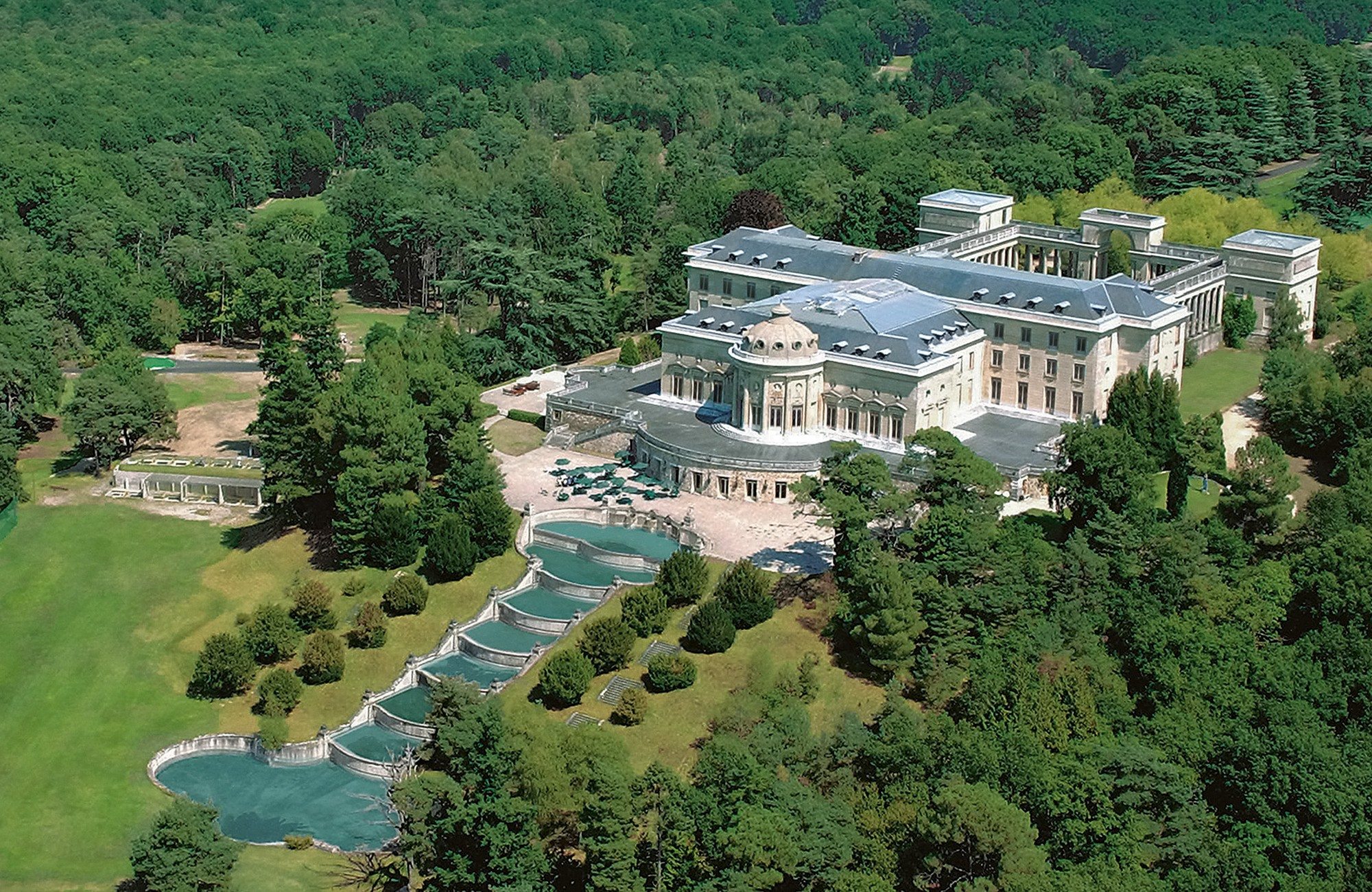
Neues Schloss

## Persönlichkeiten
- Hercule de Rohan (1568–1654), Pair von Frankreich